# Джизія
Джизія або джиз'я (араб. جزْية‎‎) — подушний податок із іновірців (зиммі) в мусульманських державах. Ісламські правники розглядають джизію як викуп за збереження життя при завоюванні. Від виплати податку звільняли жінок, старих, інвалідів, жебраків, рабів, монахів (до поч. 8 ст.) і християн, що воювали в мусульманській армії. 
Термін "джизія" трапляється в 29-ому аяті сури Ат-Тауба. Середньовічні правники сумнівалися в тому, що в цьому аяті під ним розуміють певний податок, а не просто "відплата". В 7 ст. джизію змішували з хараджем, оскільки весь податок із завойованої області розглядали як викуп іновірців. В першій чверті 8 ст. джизію виділяли в особливий податок з індивідуальною відповідальністю. Через збільшення загальної суми податків у податкових округах і зникненню допомоги кругової поруки сталося погіршення становища населення, що підпадало під цей податок.